# Theristus ostentator
Theristus ostentator är en rundmaskart som beskrevs av Christian Wieser och Stephen Donald Hopper 1967. Theristus ostentator ingår i släktet Theristus och familjen Monhysteridae. Inga underarter finns listade i Catalogue of Life.